# Schlacht am Pichincha
Die Schlacht von Pichincha war ein entscheidender Kampf zur Nationenwerdung in der Geschichte Ecuadors zwischen Spaniens Truppen unter dem Präsidenten des Königlichen Gerichtshofs Melchor Aymerich und den Separatisten Quitos (Gerichtsbezirk)/Guayaquils, Großkolumbiens, Perus und Argentiniens unter Antonio José de Sucre. Mit der spanischen Niederlage endete die Kolonialherrschaft Spaniens über das Gebiet des heutigen Ecuador.

## Vorgeschichte
Nach dem Ende der Ersten Unabhängigkeit von Ecuador 1812 bedurfte es des Sieges von Simón Bolívar in der Schlacht von Boyacá 1819 im heutigen Kolumbien und der Präsenz des chilenisch-argentinischen Expeditionsheeres unter José de San Martín, das Nordperu mit der Hilfe peruanischer Patrioten 1820 unter seine Kontrolle gebracht hatte, und dabei die spanische Kolonialmacht im heutigen Ecuador isolierte. Vor allem die Tatsache, dass San Martín den peruanischen Vizekönig beschäftigt hielt, war es, die die Patrioten in Guayaquil, der wichtigsten Hafenstadt im Süden der Provinz Quito, am 9. Oktober 1820 zum Aufstand bewegte, der zum Sturz der Spanier führte. Erste eigene Versuche, die Unabhängigkeit ins Hochland der Anden zu tragen, scheiterten noch im selben Jahr an der spanischen Militärmacht mit Unterstützung aus der südkolumbianischen Monarchistenhochburg Pasto (erste Schlacht von Huachi am 22. November 1820).
Die Separatisten Guayaquils wandten sich daher an San Martín und Bolívar, um Unterstützung für die Befreiung des Königlichen Gerichtsbezirks (Real Audiencia) Quito zu erhalten. Die erste sichtbare Reaktion kam von San Martín, der Truppen und Offiziere schickte, deren Unternehmungen ebenfalls scheiterten (Schlacht von Tanizagua am 3. Januar 1821). Bolívar, der Ecuador von vorneherein seinem Großkolumbien anzuschließen gedachte, hatte seinen fähigsten Offizier, den ausgebildeten Pionier José Antonio Sucre, der nach der Schlacht von Boyacá zum Brigadegeneral befördert worden war, bereits Anfang 1820 auf die Antillen geschickt, um Waffen für den Ecuadorfeldzug zu beschaffen. Sucre hatte auch die Planung der Kampagne übernommen, traf aber, auch wegen des royalistischen Widerstands in Südkolumbien, erst Anfang Mai 1821 mit rund 650 Soldaten, dem Bataillon Santander und dem Albion-Bataillon, sowie umfangreicher Kriegsausrüstung in Guayaquil ein. Schon im Januar war José Mires mit 1000 Gewehren, Munition und weiterem Kriegsgerät auf Befehl Bolívars nach Guayaquil gekommen.
Trotz anfänglicher Erfolge (Schlacht von Yaguachi (auch Cone) am 19. August 1821) gegen die angreifende Kolonialmacht musste auch Sucre im September bei einem Vorstoß ins Hochland eine vernichtende Niederlage hinnehmen (zweite Schlacht von Huachi am 12. September 1821). Diese warf seine Zeitplanung um, beraubte ihn des Großteils seines Heeres, und er war gezwungen, mit vielen Briefen um weitere Unterstützung aus Großkolumbien und Peru zu bitten. Die Zeit dafür verschaffte er sich mit einem geschickt ausgehandelten Waffenstillstand am 19. November in Babahoyo, der 90 Tage dauerte. San Martín schickte 1275 Soldaten unter Andrés de Santa Cruz. Bolívar gedachte weitere Kräfte auf dem Landweg nach Quito zu führen, scheiterte jedoch an den Royalisten von Pasto in der Schlacht von Bomboná am 7. April. Er verhinderte damit zwar das Eingreifen der neugrenadiner Royalisten, konnte aber auch selbst Sucre nicht unterstützen.
Ende 1821 war aus Spanien der neue Gerichtspräsident Juan de la Cruz Mourgeon eingetroffen, der für den Feldzug von Sucre deswegen eine Gefahr darstellte, weil er die liberale Haltung der spanischen Regierung in den Gerichtsbezirk brachte, die Verfassung von 1812 anwendete, und die Korruption bekämpfte. Mit seinen Maßnahmen gewann er Einfluss bei der Bevölkerung und drohte damit, Sucre den moralischen Boden für seine Kampagne zu entziehen. Mit seinem Tod am 8. April 1822 und der Rückkehr von Melchor Aymerich als Gerichtspräsident war diese Gefahr gebannt, denn Aymerich hatte bereits zehn Jahre zuvor bei der Zerschlagung der Patrioten seinen Ruf als königstreuer Konservativer unter Beweis gestellt.

## Der Pichincha-Feldzug
In der Kolonialzeit entstandene peruanische Ansprüche auf Guayaquil führten, auch in Verbindung mit San Martíns persönlichem Ehrgeiz, zu Spannungen zwischen Peru und Großkolumbien, obwohl beide Länder nur halb befreit waren. So kam es zu einer weiteren Verzögerung, da San Martín seine Truppen wieder abziehen wollte. Zu diesem Zeitpunkt, Februar 1822, hatte das vereinigte Heer, das aus einer peruanisch-argentinischen und einer großkolumbischen Division bestand, bereits kampflos Cuenca auf der südlichen Kordillere eingenommen, weil die Spanier vor der Übermacht der Separatisten den Rückzug angetreten hatten. Nachdem San Martín mit seinem Ansinnen vor dem peruanischen Parlament gescheitert war, Großkolumbien den Krieg zu erklären, hob der Militärchef in Peru, Juan Antonio Álvarez de Arenales, den Rückzugsbefehl für die Division von Santa Cruz auf.
Mitte März 1822 konnte der Feldzug fortgesetzt werden. Sucres Soldaten marschierten im Hochland nach Norden auf die Hauptstadt Quito zu. Im Gefecht von Riobamba (Hazienda San Miguel de Tapi) am 21. April, besiegte ein Teil der Reiter Sucres die spanische Kavallerie unter Carlos Tolrá. Bolívar schlachtete den Sieg politisch aus, um die Argentinier nach dem Streit zu besänftigen. Für die Spanier hatte die Niederlage eine moralische Wirkung, die dafür sorgte, dass sie sich nun auf die Verteidigung von Quito konzentrierten. Melchor Aymerich, der letzte Präsident des Königlichen Gerichtshofs, ließ zunächst die zentralen Pässe südlich von Quito mit den Truppen von Tolrá besetzen, um Sucre den Weg auf die Hauptstadt zu verlegen.
Am 2. Mai 1822 sammelten sich Sucres Truppen in Latacunga, 90 km südlich von Quito. Hier wurden sie vom Kommandanten neu organisiert und mit weiteren Freiwilligen aus der Umgebung verstärkt. Sucre erhielt Verstärkung durch das Bataillon Alto Magdalena aus Nordkolumbien unter José María Córdova und Informationen über die Stellungen des königstreuen Heeres.
Sucre war klar, dass ein Angriff auf die Pässe südlich der Hauptstadt, wenn überhaupt, nur mit großen Verlusten erfolgreich sein konnte. Er beschloss daher, ab dem 13. Mai nach Nordosten abzubiegen, um an den Flanken des Vulkans Cotopaxi entlang ins Valle de los Chillos südlich von Quito zu gelangen und damit hinter die feindlichen Vorposten. Die königstreuen Truppen zogen sich daraufhin am 16. Mai nach Quito zurück. Aymerich ließ die Zugangswege zur Stadt, die zu jener Zeit noch hauptsächlich aus dem alten Stadtkern bestand, mit Geschützen besetzen, um den anrückenden Patrioten einen Durchbruch unmöglich zu machen. Sucres Truppen blieben vom 17. bis 19. Mai in dem Tal.
Ab dem 21. präsentierte Sucre sein Heer östlich des Cerro Panecillo, der sich etwa zweihundert Meter aus dem heutigen Stadtgebiet erhebt, um die Spanier zu einem Angriff zu bewegen. Sucre hatte nicht nur gut erkundet, sondern auch einen Agenten zur Abwerbung der Monarchisten im Kolonialheer eingesetzt, der zur Fahnenflucht aufforderte, bis Aymerich den Saboteur einsperren ließ. Zu einem Angriff auf Sucres Divisionen ließ sich Aymerich aber auch an den nächsten beiden Tagen nicht hinreißen.
Sucre entschloss sich nun zu einer erneuten Umgehung, um doch noch eine Schlacht außerhalb der Stadt zu provozieren. Dazu ließ er am 23. Mai um 21 Uhr abmarschieren. Er umging die Stellungen der Spanier südlich, bog dann nach Nordwesten ab, um die Flanke des Doppelvulkans Pichincha im strömenden Regen zu erklimmen. Der steile Weg verbot die Mitnahme der Kavallerie, die am Fuß des Aufstiegs zurückblieb. Das erfahrenste Bataillon Alto Magdalena übernahm die Marschspitze, danach folgte das Gros der beiden Divisionen, das Albion-Bataillon deckte den Versorgungstross am Ende. So arbeitete sich das Heer auf den schmalen, überfluteten Pfaden auf eine Höhe von über 3500 Metern.

## Schlachtverlauf
Geführt von Indianern erreichte das Befreiungsheer am frühen Morgen die Walstatt an der heutigen Cima de la Libertad, wo Sucre rasten ließ. Aymerich schickte nach anfänglichem Zögern die beiden Offiziere Carlos Tolrá und Nicolás López, die bereits in Neugranada, Venezuela und später auch bei den ersten Versuchen der Separatisten in den vergangenen zwei Jahren in Ecuador für die Spanier erfolgreich gewesen waren, mit den drei Infanteriebataillonen der spanischen Division den Patrioten entgegen.
Sucre, dessen Streitkräfte die Königstreuen auf einem relativ kleinen, von Schluchten und Steilhängen begrenzten Schlachtfeld erwarteten, entsandte eine Erkundungskompanie, die gegen 10 Uhr von den Spaniern erreicht und sofort beschossen wurde. Diese Patrioten mussten sich zurückziehen, erhielten dann aber Verstärkungen von Kolumbianern und Peruanern. Das Feuergefecht erwies sich als munitionsintensiver als vorgesehen. Sucre war daher gezwungen, seine Bataillone rotieren zu lassen, damit diese wieder mit Pulver, Kugeln und Zündsteinen ausgerüstet werden konnten. Die Kleinräumigkeit des Schlachtfeldes war der Stellung der spanischen Truppen förderlich, da sie gegenüber den meisten Truppenteilen der Patrioten eine bessere Ausbildung und vor allem größere Kampferfahrung besaßen. So konnten sie die beiden peruanischen Bataillone vom Schlachtfeld verdrängen. Der großkolumbische Divisionsbefehlshaber José Mires verhinderte in diesem Moment mit 100 Mann den Zusammenbruch der Kampflinie der Separatisten, die nun von frisch versorgten Bataillonen wieder stabilisiert werden konnte.
Als die Munition der Patrioten erneut knapp zu werden drohte, ordnete Sucre an, dass die kampferfahrenen Großkolumbier von Alto Magdalena einen Bajonettangriff ins Zentrum der spanischen Kolonialtruppen führen sollten. Lopéz sah, dass er ins Hintertreffen geraten würde, und sandte sein bestes Bataillon, das 1. Aragón, aus, die linke Flanke Sucres zu umgehen und so den Patrioten in den Rücken zu fallen. Dazu musste es einen Höhenrücken überwinden, auf dem urplötzlich das Bataillon Albion Stellung bezog, das sich offenbar nicht mehr um den Tross kümmerte. Ob dazu wirklich ein Befehl Sucres vorlag, ist ungeklärt. Die Europäer auf Seiten Sucres, obwohl numerisch weit unterlegen, hielten das Aragón-Bataillon nachhaltig auf und vereitelten so den Umgehungsplan. Das war das Startsignal für alle anderen Bataillone Sucres, allen voran die Neugrenadiner Córdovas, mit dem Bajonett in die Reihen der Spanier zu stoßen und deren Schlachtordnung endgültig aufzubrechen. Um Mittag flohen die Kolonialtruppen in völliger Auflösung bergab ins 700 m tiefer gelegene Quito und ließen an den Hängen des Pichincha 400 Tote zurück. In Sucres Heeresbericht ist von 200 toten und 140 verwundeten Patrioten die Rede.

## Nachgang
Die Kavallerie der Royalisten löste sich angesichts der Niederlage auf und leistete keinen Widerstand mehr, die der Patrioten stieß ihnen am Fuß der Berge entlang nach und verfolgte auch die geschlagene Infanterie. Die Besiegten flohen in die Straßen der Stadt, aber Sucre brach hier wohl die Verfolgung ab. Am folgenden Tag unterzeichneten die Spanier die Kapitulationsurkunde. Sucre nahm weitere 1260 Soldaten gefangen; Aymerich ließ man ausreisen. Einige wenige Spanier waren nicht bereit die Niederlage hinzunehmen und flohen in den Süden Neugranadas und nach Venezuela, um ihren Kampf fortzusetzen.
Ecuador war damit befreit, und der Krieg war vorüber. Bolívar, der nahe Pasto von den Königstreuen aufgehalten worden war, erklärte nach seiner Ankunft in Quito den ehemaligen Königlichen Gerichtsbezirk Quito am 13. Juli zum neuen Departement seines Großkolumbiens, das damit vollständig war, wie er dies bereits fünf Jahre vorher geplant hatte. Bereits am 29. Mai hatte der Gemeinderat mit Kirchenvertretern und Honoratioren in Quito den Anschluss an Großkolumbien beschlossen. Im Gegensatz zu anderen befreiten Ländern kam es im späteren Ecuador nicht zu Aufständen gegen die Republik. Es gab lediglich einen Feldzug der Royalisten aus Pasto im folgenden Jahr, den Bolívar in seiner einzigen Schlacht im ehemaligen Gerichtsbezirk Quito in Ibarra am 17. Juli 1823 beendete.